# Grand Theft Auto: Episodes from Liberty City
Grand Theft Auto: Episodes from Liberty City est une compilation indépendante de contenus téléchargeables du jeu vidéo de 2008 Grand Theft Auto IV. Créé par Rockstar North au Royaume-Uni, le jeu regroupe les deux extensions Grand Theft Auto: The Lost and Damned, et Grand Theft Auto: The Ballad of Gay Tony. Grand Theft Auto : Episodes From Liberty City a été commercialisé le 29 octobre 2009 sur console Xbox 360 et le 13 avril 2010 sur Microsoft Windows et PlayStation 3 (PS3).
Contrairement aux versions téléchargeables, la compilation ne requiert pas le jeu original Grand Theft Auto IV, bien qu'un compte utilisateur sur Xbox Live ou PlayStation Network soit nécessaire (excepté pour le mode multijoueur). Les contenus sont également implantés sur disque et ne requiert aucun téléchargement, contrairement à de nombreuses extensions sur les jeux Xbox 360 commercialisés auparavant. Trois stations de radio sont exclusivement exposées dans le jeu Episodes from Liberty City – Vice City FM, RamJam FM et Self-Actualization FM,.

## Contenus

### The Lost and Damned
Grand Theft Auto: The Lost and Damned narre l'histoire d'un groupe de bikers appelés The Lost, et qui sont en guerre contre un autre groupe de motards. Les motos sont largement privilégiées dans ce jeu. 
En plus d'un nouveau scénario et de nouveaux personnages, The Lost and Damned inclut également plusieurs nouveautés par rapport à GTA IV - nouvelles armes, véhicules, courses, guerres de gangs, musiques, nouvelles possibilités de gameplay, nouvelles habilités comme le fait d'appeler ses amis pour obtenir des motos (gratuite)ou pour escorter le joueur depuis leur propre moto.

### The Ballad of Gay Tony
Grand Theft Auto: The Ballad of Gay Tony se passe dans une ambiance nocturne, avec le videur Luis Lopez, le garde du corps de Tony "Gay Tony" Prince, qui est le propriétaire de deux boîtes de nuit très célèbres de la ville, l'Hercules et la Maisonnette 9. Il inclut lui aussi plusieurs nouveautés, dont un parachute, des armes et véhicules, la possibilité d'être videur, ou encore la possibilité de faire des combats de rue. Les missions sont plutôt du domaine nocturne dans cet épisode.
Une bande-annonce d'Episodes from Liberty City (montrant essentiellement The Ballad of Gay Tony) a été diffusée par Rockstar le premier septembre 2009 et une autre le 7 octobre.

## Différences avec les épisodes téléchargeables
Il existe quelques différences entre les contenus téléchargeables et la version du jeu en disque.
Les contenus téléchargeables contiennent les musiques de Grand Theft Auto IV, en plus des nouvelles, ce qui fait un total d'environ 300 musiques. Episodes from Liberty City n'inclut pas le contenu musical de Grand Theft Auto IV, et installer les deux jeux sur la console n'y changera rien. Mais pour compenser ce manque, les développeurs ont ajouté aux Episodes exclusivement des nouvelles radios non disponibles dans Grand Theft Auto IV, et seulement sur la version disque. Episodes from Liberty City inclut environ 150 musiques dans le jeu, dont environ un tiers est exclusif au disque.
Quant à la jouabilité du nouvel épisode, Grand Theft Auto: The Ballad of Gay Tony, il est identique entre la version commerciale et la version téléchargeable, et le mode multijoueur de cette extension est compatible entre les deux versions. En revanche, la version Episodes from Liberty City de The Lost and Damned est incompatible avec ceux ayant téléchargé l'extension sur le Xbox Live.